# Camargo, Spanien
Camargo är en ort i Spanien.   Den ligger i provinsen Provincia de Cantabria och regionen Kantabrien, i den norra delen av landet, 300 km norr om huvudstaden Madrid. Camargo ligger 32 meter över havet och antalet invånare är 31 404.
Terrängen runt Camargo är platt åt nordväst, men åt sydost är den kuperad. Runt Camargo är det ganska tätbefolkat, med 96 invånare per kvadratkilometer. Närmaste större samhälle är Santander, 9,1 km nordost om Camargo. Omgivningarna runt Camargo är en mosaik av jordbruksmark och naturlig växtlighet.